# Лєвбердон

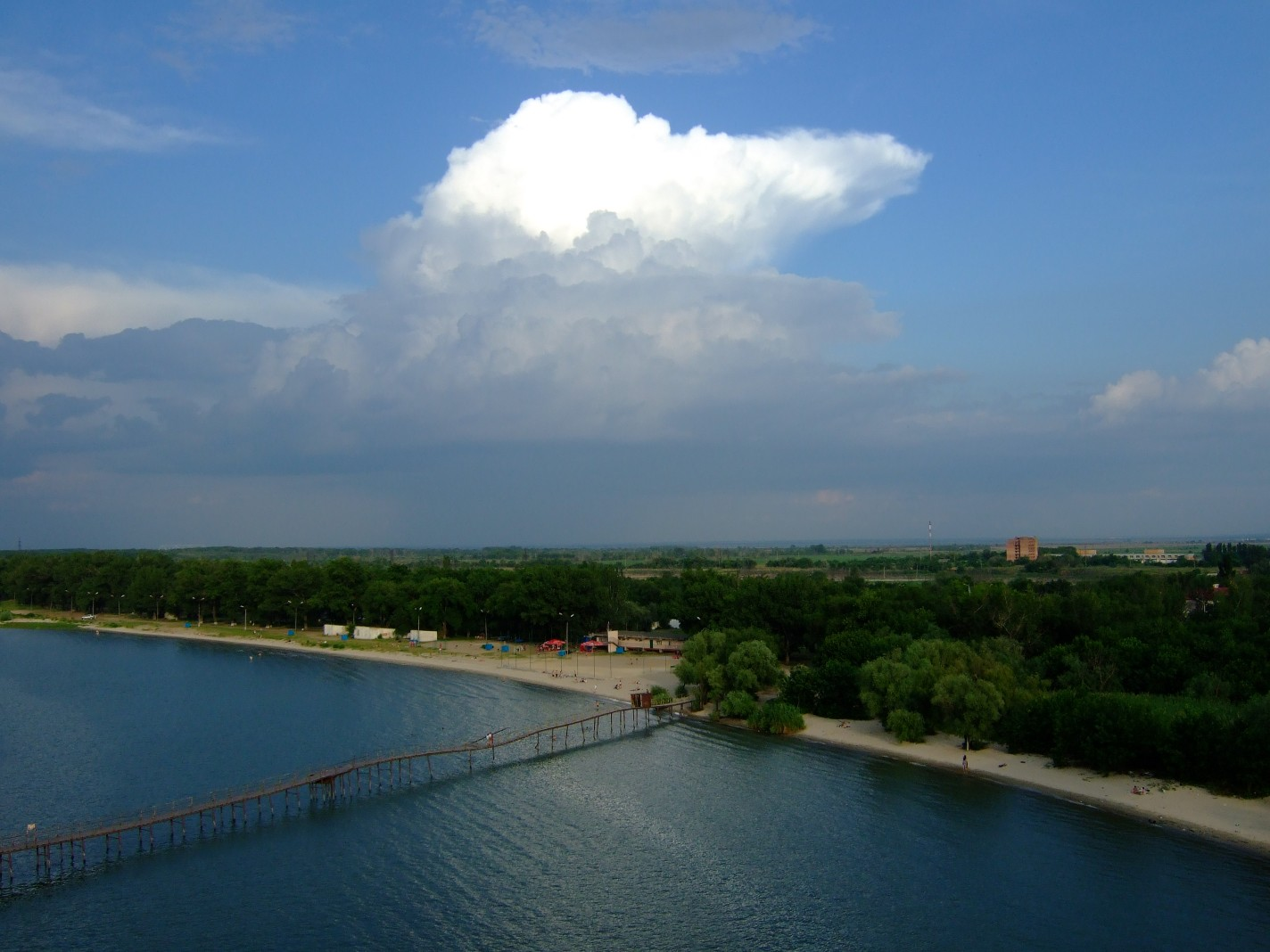
Вид на Лєвбердон з Ворошиловського моста.

Лєвбердон, іноді Лєбердон (Лівий берег Дону) — неофіційна назва частин Кіровського і Ленінського районів міста Ростова-на-Дону, розташованих на лівому березі річки Дон і розтягнутих на 20-30 кілометрів уздовж узбережжя річки. 90 % площі являють собою рекреаційний комплекс (бази відпочинку, піщані пляжі, кафе, ресторани, нічні клуби), близько 10 % площі припадає на промислові підприємства, частина з яких винесена з центральних районів міста.

## Перспективи розвитку
У рамках проведення чемпіонату світу з футболу 2018 на лівому березі, орієнтовно — навпроти Богатяновского спуску, планується будівництво футбольного стадіону місткістю 43 702 місця.
Поруч зі стадіоном, уздовж східного боку Гребного каналу планується будівництво нової будівлі Уряду Ростовської області та спортивних споруд; а на базі кар'єра, який утворюється при намиві піску для будівництва цих будівель і споруд — новий канал.
Так само, вздовж Ворошиловського моста на лівому березі р. Дон передбачається розміщення готелів та офісів, а з західного боку дороги в напрямку Батайська, навпроти Гребного каналу — новий Ростовський іподром..
Одночасно велося проектування другого етапу будівництва торгово-розважального центру «МЕГАМАГ», який вмістив в себе ряд магазинів, в тому числі і гіпермаркет «Ашан».

## Лєвбердон в мистецтві
1988 року, режисер і телеведучий, ростовчанин Іван Кононов, що працював у той час в молодіжної редакції радянського телебачення, написав пісню під назвою «Лівий берег Дону».
Записана й вперше виконана популярним, в жанрі «російський шансон», виконавцем Костянтином Ундровим, пісня швидко полюбилася як самим ростовчанам, так і жителям всієї Росії — «Лєвбердон», у виконанні Ундрова, розійшовся мільйонним тиражем на платівках і касетах. Через час, «Лєвбердон» перейшов до репертуару визнаного метра в жанрі «російський шансон» Михайла Шуфутинського.

## Місця

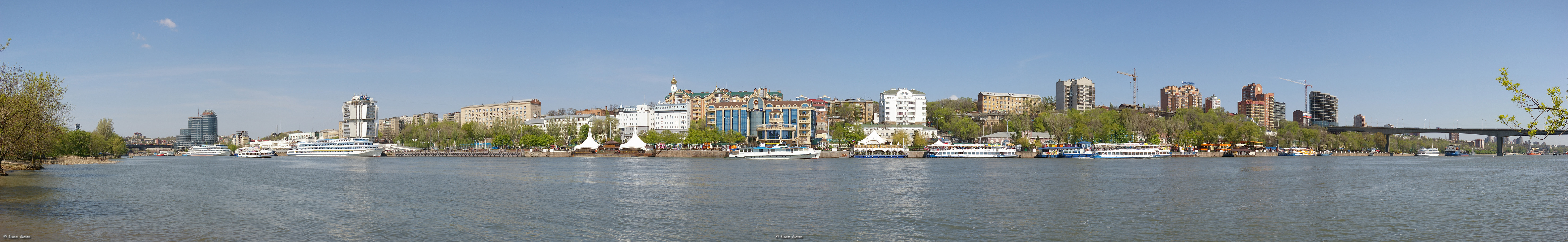
Панорамна фотографія міської набережної з лівого берега Дону

- Петровський причал — ресторанний комплекс, який має популярність серед ростовської еліти. У 2012 році на його базі відкрився музей виноробства.
- Міський пляж — пляж, розташований зліва від Ворошиловського моста. Вважається офіційним міським пляжем.

|                    |                           |                            |
| Петровський причал | Парк Петровського причалу | Ресторан Станиця Черкаська |